# Schaugarten am Tiefwarensee

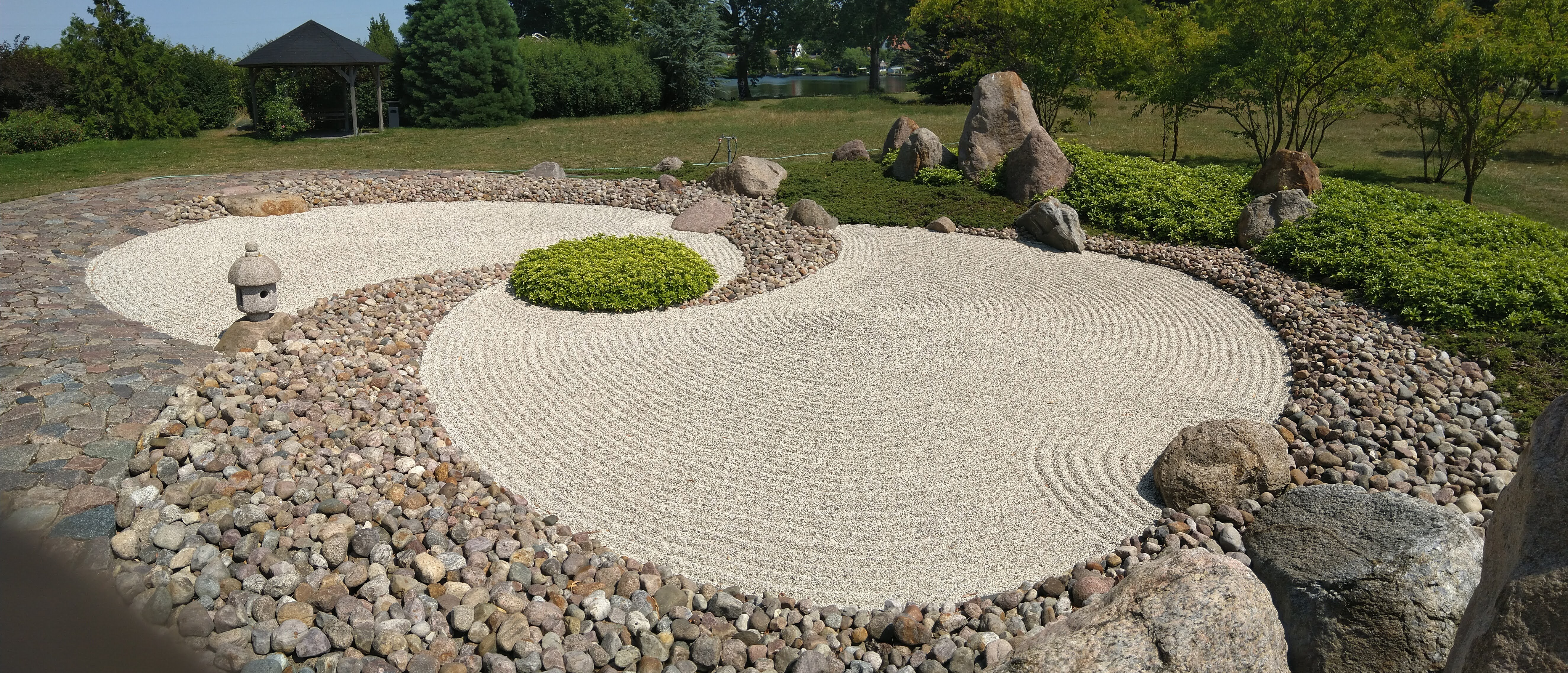
Japanischer Zengarten, 2013 entworfen von Kanji Nomura

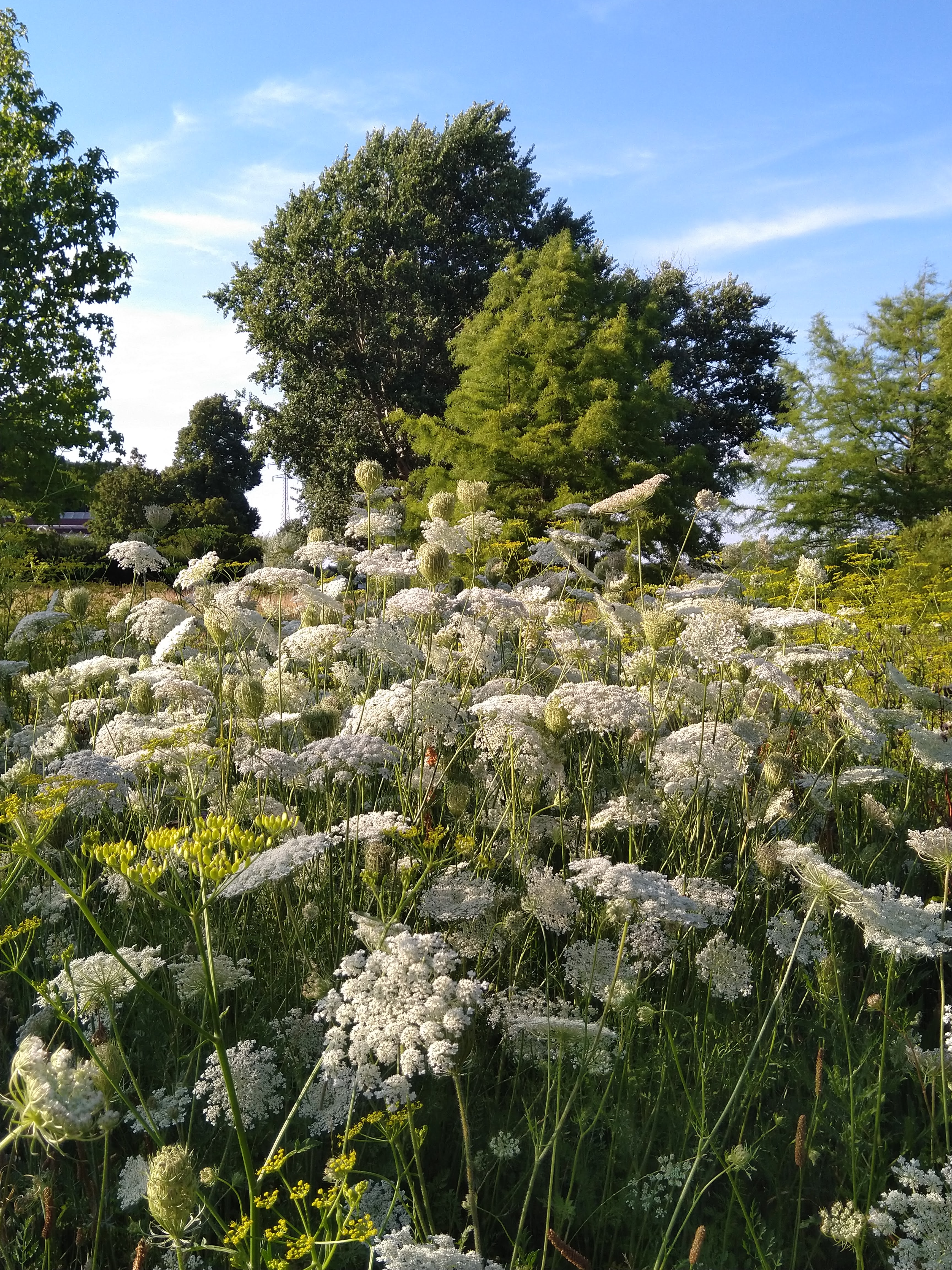
Extensiv gepflegte Wiese mit einheimischen Pflanzen

Der Schaugarten am Tiefwarensee liegt auf einer Landzunge am Tiefwarensee nahe der Altstadt von Waren (Müritz) am Hotel am Tiefwarensee. Er umfasst eine Fläche von ca. 16.000 Quadratmetern und gliedert sich in mehrere Themengärten. Der Garten ist öffentlich zugänglich.
Die unmittelbar an das Gebäude des Hotels angrenzende Gartenfläche wurde im Stil des Barock gestaltet. In den Sommermonaten wird eine umfangreiche Kollektion von Kübelpflanzen, darunter Palmen, Orangen, Lorbeer, Malven, Strelitzien und anderen exotischen Pflanzen gezeigt. Zu den Themengärten gehört auch der 2013 vom Landschaftsarchitekten Kanji Nomura entworfene japanische Zengarten, der anlässlich des 20. Jahrestages der Städtepartnerschaft zwischen der japanischen Gemeinde Rokkasho und der Stadt Waren (Müritz) angelegt wurde. Aus diesem Anlass wurden im Schaugarten auch seltene Solitärbäume, wie Sumpfzypresse, Mammutbaum, Zeder, Blutbuche und Magnolien angepflanzt. Die den Zengarten und die Anpflanzungen umgebende Wiese wird extensiv gepflegt, damit sich einheimische Pflanzengesellschaften entwickeln können. Thematischer Schwerpunkt im Schaugarten ist neben dem Zengarten auch ein Gewächshaus mit einer der größten Kakteen- und Sukkulenten-Sammlungen Norddeutschlands. In einem weiteren, ebenfalls öffentlich zugänglichen Gewächshaus des Schaugartens, werden tropische Pflanzen, wie Orchideen, Bromelien gezeigt.
Der Schaugarten grenzt an den Mühlenberg. Der auf diesem angelegte Park wurde 1846 vom Schweriner Hofgärtner Theodor Klett entworfenen und 2004 durch den Landschaftsarchitekten Stefan Pulkenat rekonstruiert. Vom Schaugarten aus kann man dem Rundweg um den Tiefwarensee folgen. Auf Schautafeln wird auf Geländestrukturen aufmerksam gemacht die, wie dieser Rinnensee selbst, im Ergebnis der letzten Eiszeit vor 10.000 Jahren entstanden.